# T-Coffee
T-COFFEE (Tree-based Consistency Objective Function For alignment Evaluation) è un programma di bioinformatica utilizzato per l'allineamento multiplo di sequenza  basato su un approccio progressivo. L'algoritmo di T-Coffee crea un insieme di allineamenti di coppia per ogni possibile paio di sequenze fornite come input, tale insieme (chiamato library) viene usato per guidare il processo di allineamento multiplo. T-Coffee può essere inoltre utilizzato per combinare allineamenti multipli ottenuti precedentemente con altri programmi. La versione più recente dell'algoritmo di T-Coffee è in grado di utilizzare le informazioni di strutturali disponibili tramite PDB. Tra le sue caratteristiche avanzate c'è la possibilità di valutare la qualità degli allineamenti e la capacità di identificare la presenza di motivi. I risultati sono generati in format ALN (Clustal) per default, ma sono inoltre supportati i seguenti formati di output: PIR, MSF e FASTA. Come input sono accettati i più comuni formati per l'allineamento multiplo di sequenze: (FASTA, PIR).

## Comparazione con altri programmi di allineamento
Nonostante T-Coffee utilizzi come output un formato simile a quello di Clustal, non è in ogni caso compatibile con quello di ClustalW/X, per questo motivo molti programmi che supportano il formato Clustal non possono leggerlo direttamente. Fortunatamente ClustalX è in grado di “importare” l'output di T-Coffee, così la soluzione più semplice a questo problema usare ClustalX per importare l'output di T-Coffee e esportarlo nuovamente nel formato richiesto. Un'altra possibilità è di specificare esplicitamente Clustalw come formato di output usando l'opzione a riga di comando -output=clustalw_aln
Una peculiarità di T-Coffee è la sua abilità di combinare metodi di allineamento diversi. Nelle versioni più recenti, T-Coffee può essere usato per combinare sequenze e strutture di proteine o sequenze e strutture di RNA. È inoltre in grado di eseguire ed utilizzare il risultato dei programmi di allineamento di sequenze e di strutture più diffusi. Per una lista completa vedi: tclinkdb.txt.
T-Coffee è inoltre dotato di una sofisticata utility per la riformattazione di sequenze chiamata seq_reformat.
La documentazione completa è disponibile a questa pagina mentre una guida introduttiva è disponibile alla seguente pagina.

## Modalità speciali

### M-Coffee
M-Coffee è una modalità speciale di T-Coffee che rende possibile di combinare i risultati ottenuti con altri software di allineamento multiplo di sequenze (Muscle, ClustalW, Mafft, ProbCons, etc.). In questo modo è possibile ottenere un unico allineamento multiplo leggermente migliore degli allineamenti di partenza, ma soprattutto il programma indica quali sono le regioni nelle quali i vari programmi concordano maggiormente. Le regioni con un livello di corrispondenza maggiore sono generalmente bene allineate.

### Expresso e 3D-Coffee
Queste modalità speciali di T-Coffee rendono possibile combinare informazioni di sequenza e di struttura nel processo di allineamento. Per eseguire questo genere di allineamento T-Coffee a sua volta utilizza programmi di allineamento strutturale tra cui: TMalign, Mustang e SAP.

### R-Coffee
R-Coffee è la modalità di T-Coffee che permette di allineare sequenze di RNA utilizzando le informazioni di struttura secondaria.